# Vierfontein
Vierfontein este un oraș din Africa de Sud.